# Нимбурк
Нимбурк је град у средњочешком крају на реци Лаби, 45 km источно од Прага. Има преко 14.000 становника и простире се на 20,54 km².
Историјско језгро града је градска споменичка зона.

## Историја

### Настанак града
Краљевски град Нимбурк може да захвали за своје оснивање Пшемислу Отакару II, иако тачан датум када је град основан није ни до данас познат у потпуности.
Данас се сматра да је град основан 1275. године. Већ на крају 18. века било је сматрано за нетачно да је град основан 779. године, како је то наведено у Хајковој хроници. После стотину година било је искључено да је град основан 1219. године и то се односи на Литомјержице, а касније и година 1257. На тај датум се односи најстарији спис о граду Нимбурку који је издат за тамошњи доминикански самостан. Овај податак је познат само на основу рукописа из збирке формулара и према њему се мора приступати са подозрењем. Историјски подаци стављају настанак списа за доминикански манастир на крај владе Пшемисла Отакара II и година 1275. се јавља као највероватнији датум када је краљ наложио локатору Конраду (понекад се наводи Конрат) да измери и уреди град Нимбурк. Само оснивање града је било највероватније завршено за владе краља Вацлава II.

## Индустрија
Нимбурк је важна железничка раскрсница са депоом шинских возила.
Важно производно предузећем је фирма , која производи расхладне уређаје и извози их по целом свету.

## Занимљивости

### Бедеми
Симболи града су градски бедеми од опека са паралелопипедним утврђеним кулама. Првобитно је град био заштићен са две линије бедема и са два шанца, који су до данас сачувани. Од утврђења су данас остали само остаци. Сектор на снимку је био почетком 20. века романтички реконструисан, а преостали остаци зидина се налазе у Храдебни улици (у улици утврда).

### Колонија
Код главне жељезничке станице су данас већ угрожени остаци Вртног града, радничке жељежничке колоније - заједничког дела Карла Шлимпа и урбанистичког визионара Камила Ситог. Хармонична средина зеленила и за то доба квалитетан начин живота и опремљеност, све се то концентрисало у прогресивну урбанистичку мисао.
Жељезничарска колонија је постала самостална привредна и градска целина са централним снабдевањем и службама. Овај модел је касније преузео Бата у Злину. До године 1916. била је изграђена прва фаза вртног града, једноспратне радничке зграде, куће за службенике жељезнице, перионица, колонијал и дрвене зграде за раднике. Затим је започето са другом фазом и саграђене су приземне куће. Укупно је овде становало 222 породице, што је приближно одговарало броју од 1.000 становника. У плану је била и изградња црквеног објекта за цео комплекс, али се од тога одустало и задовољило се са изградњом капеле у новоградњи гимназије. 1933. године су дефинитивно уклоњене дрвене куће, на чијем је месту подигнут данашњи небодер жељезничког училишта.
Цео комплекс вртног града прешао је под управу месног народног одбора 1961. године. Од тога времена су порушене две трећине јединственог урбанистичког експеримента. Остало је 10 четворокућица које њихови власници са мањим или већим осећајем поправљају. Сачувано је и пет зграда за више жељезничке раднике. Успомена на стару лепоту може се видети згради перионице која је добила нову фасаду и кров у лето 2007. године.

### Остале знаменитости
Једна од знаменитости града је готичка црква Свети Јиржи од опеке. Првобитно је имала две куле од којих је једна настрадала у пожару и због тога преостала кула има посебну позицију мимо осовине храма. На градском тргу се налази ренесансна градска кућа, а архитектонски значајан је и кубистички крематоријум од Бедржиха Фојштајна.
У граду се сваке године одржава финале фестивала Матержинка.

## Спорт
Најзначајнији спорт је без сумње кошарка, а КК Нимбурк је вишеструки првак Чешке Републике. Од осталих спортова је ту заступљен на нивоу прве лиге женски фудбал, мушкарци нису тако успешни, док се хокејашки клуб налази у II лиги.

## Личности
- Бохумил Храбал – који је растао у месној фабрици пива и написао је песме о Нимбурку
- Божена Њемцова – написала је књигу о Нимбурку
- Франтишек Рахлик – писац
- Јован Машин – лекар, један од оснивача Српског лекарског друштва

## Партнерски градови
- Митишчи
- Нојрупин
- Врутки
- Жаров

## Галерија
- Црквени трг
- Црква и стара рибарница
- Електрана, бедеми и стара парохија
- Водоторањ
- Скулптура коња испод утврђења
- Река Лаба
- Жељезничка станица
- Остаци колоније код жељежничке станица
- Успомена на 80-те године
- Зграда COP